# Фельдафинг
Фельдафинг (нем. Feldafing) — община в Германии, в земле Бавария. 
Подчиняется административному округу Верхняя Бавария. Входит в состав района Штарнберг.  Население составляет 4350 человек (на 31 декабря 2010 года). Занимает площадь 9,15 км².